# جو براودر
جو براودر (بالإنجليزية: Joe Browder)‏ هو عالم بيئة أمريكي، ولد في 10 أبريل 1938 في أماريلو في الولايات المتحدة، وتوفي في 18 سبتمبر 2016.